# РГС-33
РГС-33 («33 мм ручной гранатомёт специальный») — ручной гранатомёт.
Разработан для вооружения милицейских и специальных армейских подразделений.
Является трёхствольным оружием, заряжаемым с казённой части. Отпирание и запирание канала ствола производится переламыванием системы наподобие охотничьего ружья. Для стрельбы из гранатомёта используются следующие заряды: граната ГС-33 слезоточиво-раздражающего, ГСЗ-33 свето-звукового, ЭГ-33 ЭГ-33М ударно-шокового действия.
Состоит на вооружении антитеррористического центра ФСБ под обозначением СВ-1317.

## ТТХ
- Калибр: 33 мм
- Масса: 2,5 кг
- Начальная скорость гранаты: 50 м/с
- Прицельная дальность: 25 м